# Chaetostephana
Chaetostephana es un  género de lepidópteros perteneciente a la familia Noctuidae. Es originario de África.

## Especies
- Chaetostephana inclusa Karsch, 1895
- Chaetostephana rendalli Rothschild, 1896